# Пјаченца д'Адиђе
Пјаченца д'Адиђе (итал. Piacenza d'Adige) је насеље у Италији у округу Падова, региону Венето.
Према процени из 2011. у насељу је живело 1004 становника. Насеље се налази на надморској висини од 8 м.

## Становништво
Према резултатима пописа становништва 2011. у општини је живело 1.379 становника.
| 1931. | 1936. | 1951. | 1961. | 1971. | 1981. | 1991. | 2001. | 2011. |
| ----- | ----- | ----- | ----- | ----- | ----- | ----- | ----- | ----- |
| 3.324 | 3.423 | 3.307 | 2.410 | 1.973 | 1.648 | 1.503 | 1.419 | 1.379 |